# William Gass

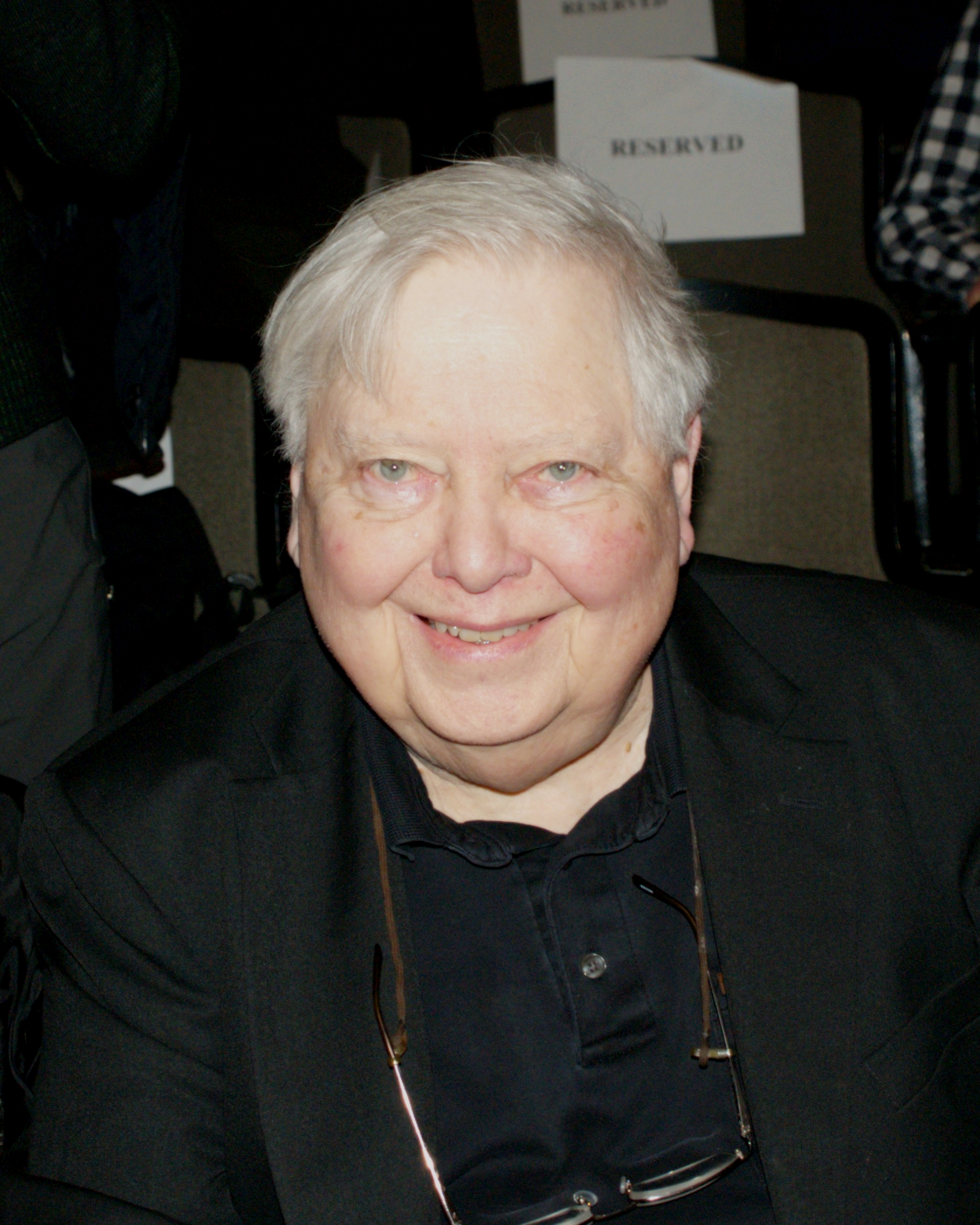
William Gass, 2011

William Howard Gass (* 30. Juli 1924 in Fargo, North Dakota; † 6. Dezember 2017 in University City, Missouri) war ein amerikanischer Schriftsteller und  Professor der Philosophie.

## Leben und Werk
Geboren 1924 in North Dakota, wuchs Gass in Warren (Ohio) auf. Seine Kindheit beschrieb er als unglücklich, mit einem gewalttätigen, rassistischen Vater und einer passiven, alkoholabhängigen Mutter.
Gass studierte an der Wesleyan University in Middletown. Den sich anschließenden Dienst in der Marine während des Zweiten Weltkriegs bezeichnete er als die wohl schlimmste Zeit seines Lebens. 1947 schloss er sein Studium am Kenyon College ab und wurde 1954 an der Cornell University mit der sprachphilosophischen Dissertation A Philosophical Investigation of Metaphor promoviert. Während des Studiums an der Cornell University beschäftigte Gass sich zuvor intensiver mit der Philosophie Wittgensteins; zu seinen Lehrern gehörte Max Black, der als einflussreicher Vertreter der Analytischen Philosophie in den USA die Sprachphilosophie Wittgensteins weiterführte.
Gass selbst lehrte an mehreren Hochschulen, zuletzt von 1969 bis 1999 als Professor an der Washington University in St. Louis, Missouri. Bei einer Begegnung mit dem zeitgenössischen Schriftsteller und Hochschullehrer John Gardner an der University of Cincinnati kam es 1978 zu einer aufsehenerregenden Kontroverse über dessen Essay On Moral Fiction. Während Gardner die moralische Verantwortung des Autors und seiner literarischen Veröffentlichungen für das Zeitgeschehen forderte und die Wirklichkeit durch Literatur verändert sehen wollte, vertrat Gass in der Debatte die Auffassung, dass Sprache nie die Wirklichkeit erfassen könne. Da der Schriftsteller auf die Welt seiner Worte beschränkt sei, könne er auch den Menschen nicht verbessern.
Das Werk von Gertrude Stein war mit ein Grund, dass er sich auch dem literarischen Schreiben zuwandte. In den späten 1950er-Jahren begann er mit der Veröffentlichung von Short Stories. Gass benannte den Zorn, den er während seiner Kindheit empfand, als bedeutenden Einfluss auf sein Werk und bezeichnete sein Schreiben sogar als Abrechnung.
Ende der 1960er Jahre erschienen mit Omensetter's Luck (1966), In The Heart of the Heart of the Country (1968) und Willie Masters' Lonesome Wife (1968) drei Werke von Gass, die von einzelnen Kritikern zu den bedeutenderen Werken der experimentellen Erzählkunst gerechnet wurden. So wurde seine „essay-novella“ Willie Masters' Lonesome Wife beispielsweise als „prime example of metafiction“ (dt. „vortreffliches Beispiel der Metafiktion“) oder „virtual casebook of literary experimentalism“ (dt. „wirkliches Handbuch experimenteller Literatur“) gerühmt. Gass selber bezeichnete dagegen seinen extrem experimentellen Versuch, die Eigenbedeutung der Sprache als Medium im Kunstwerk über die Entstehung des Textes als Leseakt und als damit identischen Geschlechtsakt zu gestalten, als misslungen.
Der Text von Willie Masters' Lonesome Wife ist auf unterschiedlichen Papierarten und in unterschiedlichen Farben gedruckt, die den im Text angedeuteten Gefühlen und Empfindungen der am Entstehungsakt beteiligten Personen entsprechen sollen. In den einzelnen Teilen werden verschiedene Drucktypen verwendet; der Leser soll die vermischten Wortfolgen des gleichen Drucktyps jeweils hintereinander lesen. Damit versucht Gass die Konvention des kontinuierlichen linearen Lesens aufzuheben. Die außerliterarische bzw. außertextuelle Realität dient in einer Umkehrung der normalen Beziehung von Sprache und Wirklichkeit nur noch als Metapher zur Beschreibung der Textentstehung.
Nach dem Erscheinen seiner essay novella veröffentlichte Gass seine literaturtheoretischen Auffassungen in einer Reihe von kritischen Schriften, die mittlerweile in vier Bänden gesammelt wurden. Vor allem der erste Band Fiction and the Figures of Life fand im englischsprachigen Raum eine weitere Verbreitung.
Nach Gass sind alle Fiktionen, zu denen für ihn nicht nur Literatur, sondern auch Philosophie, Naturwissenschaften oder Mathematik zählen, in erster Linie Bedeutungssysteme, deren Nützlichkeit einzig auf ihrer inneren Konsistenz beruht, nicht jedoch auf dem Bezug zur Außenwelt als mimetischer Repräsentation oder Entsprechung. Daher gibt es für ihn in der experimentellen Literatur auch keinerlei Beschreibungen mehr, sondern einzig Konstruktionen. Die Fiktionswelt wird rein imaginär mit Hilfe von Wörtern, Konzepten sowie Transformations- und Inferenzregeln aufgebaut und muss keineswegs der tatsächlichen Realität gleichen. Mit dieser Vorstellung von der Autonomie des sprachlichen Kunstwerks greift Gass durchaus Vorstellungen des New Criticism auf, mit denen er während seiner Studienzeit am Kenyon College, zu der Zeit mit John Crowe Ransom eine der Hochburgen des New Criticism, konfrontiert wurde. Anders als der New Criticism begreift Gass das sprachliche Konstrukt jedoch in keiner Weise als ein mögliches „Modell“ für die Realität.
Die von Gass in seinen theoretischen Schriften postulierte weitgehende Selbstreferenzialität von Literatur kennzeichnet auch seine Romane und Erzählungen, die sich gegen eine Ästhetik des Realismus stellen. Die formale Sprachgestaltung hat gegenüber den Inhalten eine eindeutige Vorrangstellung; traditionelle Textkonstituenten wie plot bzw. ursächlicher Handlungsverlauf oder realistische Charaktergestaltung werden zumeist aufgegeben; an ihre Stelle tritt die schöpferische Kraft des reinen Wortes.
William Gass starb am 6. Dezember 2017 im Alter von 93 Jahren in University City.

## Auszeichnung und Mitgliedschaften
- 2015: William-Dean-Howells-Medaille für den Roman Middle C
- Seit 1982: Mitglied der American Academy of Arts and Sciences
- 1983: Wahl in die American Academy of Arts and Letters[6]

## Werke

### Fiction
- Omensetter's Luck. 1966
- In The Heart of the Heart of the Country. 1968
- Willie Masters' Lonesome Wife. 1968
- The Tunnel. 1995
  - Deutsche Ausgabe: Der Tunnel. Übersetzt von Nikolaus Stingl. Rowohlt Verlag, Reinbek bei Hamburg 2011, ISBN 978-3-498-02488-8.
- Cartesian Sonata and Other Novellas. 1998
- Middle C. 2013
  - Deutsche Ausgabe: Mittellage. Übersetzt von Nikolaus Stingl. Rowohlt Verlag, Reinbek bei Hamburg 2016, ISBN 978-3-4980-2527-4.

### Non-Fiction
- Fiction and the Figures of Life. 1970
- On Being Blue: A Philosophical Inquiry. 1976
- The World Within the Word. 1978
- Habitations of the Word. 1984
- Finding a Form 1996
- Über Robert Walser. Zwei Essays. Übersetzt von Jürg Laederach. Residenz, Salzburg 1997, ISBN 3-7017-1085-6
- Reading Rilke: Reflections on the Problems of Translation. 1999
- Tests of Time. 2002
- A Temple of Texts. 2006